# Danimarca ai Giochi della XI Olimpiade
La Danimarca partecipò ai Giochi della XI Olimpiade, svoltisi a Berlino, Germania, dal 1º al 16 agosto 1936, con una delegazione di 121 atleti impegnati in quattordici discipline.

## Medagliere

### Per discipline
| Sport       | Oro | Argento | Bronzo | Totale |
| ----------- | --- | ------- | ------ | ------ |
| Nuoto       | 0   | 1       | 1      | 2      |
| Canottaggio | 0   | 1       | 0      | 1      |
| Equitazione | 0   | 0       | 1      | 1      |
| Pugilato    | 0   | 0       | 1      | 1      |
| Totale      | 0   | 2       | 3      | 5      |

### Medaglie
| Medaglia | Atleta                            | Sport       | Evento                           |
| -------- | --------------------------------- | ----------- | -------------------------------- |
| Argento  | Richard Olsen Harry Julius Larsen | Canottaggio | Due senza maschile               |
| Argento  | Ragnhild Hveger                   | Nuoto       | 400 metri stile libero femminili |
| Bronzo   | Hans Lunding                      | Equitazione | Concorso completo individuale    |
| Bronzo   | Inge Sørensen                     | Nuoto       | 200 metri rana femminili         |
| Bronzo   | Gerhard Pedersen                  | Pugilato    | Pesi welter                      |